# Krasová
Krasová (en allemand : Rogendorf) est une commune du district de Blansko, dans la région de Moravie-du-Sud, en République tchèque. Sa population s'élevait à 444 habitants en 2020.

## Géographie
Krasová se trouve à 9 km à l'est de Blansko, à 22 km au nord-nord-est de Brno et à 186 km à l'est-sud-est de Prague.
La commune est limitée par Ostrov u Macochy au nord-ouest, par Lipovec au nord-est, par Kotvrdovice au sud-est et au sud, par Jedovnice au sud-ouest et par Vilémovice à l'ouest.

## Histoire
Krasová a été fondé en 1717.